# Bhawania riveti
Bhawania riveti är en ringmaskart som först beskrevs av Gravier 1908.  Bhawania riveti ingår i släktet Bhawania och familjen Chrysopetalidae. Inga underarter finns listade i Catalogue of Life.